# Martin Rennert
Martin Rennert (* 2. Juli 1954 in New York City) ist Musiker und war von 2006 bis Anfang 2020 Präsident der Universität der Künste Berlin. Seit Februar 2020 ist er Mitglied des Vorstands der Einstein Stiftung Berlin, seit 2021 Vorstandsvorsitzender der Stiftung.

## Leben
Martin Rennert studierte von 1967 an in Wien (bei Robert Brojer, Konzertexamen 1975), Graz und Granada Klassische Gitarre. Ab 1972 trat er weltweit vor allem als Solist, aber auch als Kammermusiker auf. Rundfunkproduktionen, filmische Porträts, Schallplatten und CDs entstanden in den folgenden Jahrzehnten.
Rennert hat zahlreiche Werke für Gitarre in verschiedenen Verlagen (UE, Schott, Doblinger) herausgegeben. Seit 1985 war er Professor für Konzertgitarre an der Universität der Künste Berlin und bot bis 2007 neben seiner Konzerttätigkeit jährlich Meisterkurse in vielen Ländern an. Viele seiner Studenten haben herausgehobene Positionen an Musikhochschulen und sind konzertierend tätig.
Von 1989 bis 1995 war Martin Rennert Dekan der Fakultät Musik, 1995 bis 1997 Präsident der von ihm 1990 mitbegründeten European League of Institutes of the Arts (ELIA), einem Zusammenschluss der europäischen Kunst-, Gestaltungs- und Musikhochschulen sowie weiterer Kulturinstitutionen.
Im Dezember 2003 wurde er zum Ersten Vizepräsidenten der Universität der Künste Berlin gewählt, im Dezember 2005 nach dem Tod seines Vorgängers Lothar Romain zu deren Präsidenten. 2009 wurde er für weitere fünf Jahre im Amt bestätigt, 2014 ein drittes Mal für weitere fünf Jahre in das Amt gewählt.
Rennert ist Ehrenmitglied von ELIA und seit Februar 2020 Mitglied des Vorstands der Einstein Stiftung Berlin, dessen Vorsitz er am 1. September 2021 übernahm. Von 2011 bis 2018 war er Mitglied des Rundfunkrats des Rundfunk Berlin-Brandenburg (rbb) und einige Jahre Mitglied des Aufsichtsgremiums von Arte. Im April 2019 wurde Martin Rennert neu in den Verwaltungsrat des rbb gewählt. Darüber hinaus war Rennert während seiner Amtszeit als Präsident der UdK Berlin stellvertretender Vorsitzender der Berliner Landeskonferenz der Rektoren und Präsidenten der Berliner Universitäten und Hochschulen (LKRP) sowie Sprecher der künstlerischen Hochschulen in der LKRP.
Martin Rennert hat Artikel u. a. zur Kulturpolitik in europäischen Tageszeitungen und Periodika veröffentlicht. Er produzierte und moderierte ab 1982 Rundfunk- und Fernsehsendungen auf Deutsch und Englisch für den Österreichischen Rundfunk (ORF).
Er ist Vater von drei Töchtern.

## Werke
- Wissen durch Begegnung, in: Der Tagesspiegel, 20. Juli 2017
- Es gilt, Europa zu verteidigen, in: Der Tagesspiegel, 20. Juli 2016
- Vielfalt der Aufgaben. Künste sind mächtig, in: der Tagesspiegel, 17. Juli 2015
- Erkenntnis. Am Anfang steht die Sprache, der Tagesspiegel, 17. Juli 2014
- Verteidigerin der Freiheit der Kunst: die Universität der Künste Berlin, in: Themenbroschüre der Berliner Wirtschaftsgespräche e.V. „Das neue Berlin – 25 Jahre nach dem Fall der Mauer“, 2014
- In der Kunst entsteht Erkenntnis. Einfachheit ist kein Wert. In: Tagesspiegel. 10. Juli 2013 (archive.org).
- Wir diskutieren das falsche Tortenstück, in: Der Tagesspiegel, 17. Juli 2012
- Kulturelle Außenpolitik: Erkenntnisse in Echtzeit, in: Stachlige Argumente 4/2010, Nr. 180